# سامسون سينغ
سامسون سينغ (بالإنجليزية: Samson Singh)‏ هو لاعب كرة قدم هندي في مركز الهجوم، ولد في 2 يونيو 1984 في إمفال في الهند. لعب مع نادي طيران الهند.